# Monanthes polycaulis
Monanthes polycaulis är en fetbladsväxtart som beskrevs av David Bramwell och Rowley. Monanthes polycaulis ingår i släktet Monanthes och familjen fetbladsväxter. Inga underarter finns listade i Catalogue of Life.